# Nessun vero scozzese
Con l'espressione nessun vero scozzese (in inglese no true Scotsman) ci si riferisce a una fallacia argomentativa che consiste in una ridefinizione ad hoc del contenuto di una propria affermazione che contiene una generalizzazione non motivata, al fine di sottrarsi a un'obiezione che la confuta.

## Definizione
Nello specifico, dopo aver enunciato un'affermazione di portata universale, si viene posti di fronte a un controesempio che smentisce l'asserzione; invece di contestare il controesempio, oppure riconoscere l'erroneità della propria posizione precedente, si preferisce ridefinire, in modo surrettizio, l'oggetto dell'affermazione, in modo da escludere il controesempio, senza fornire nessuna motivazione obiettiva a sostegno di questa ridefinizione.

## Origine del nome
L'espressione nessun vero scozzese è stata coniata dal filosofo britannico Antony Flew:
(Antony Flew)
L'errore consiste nel modificare la portata della definizione di A in modo da rendere comunque vero l'enunciato «tutti gli A sono B». Si incorre in una forma di petitio principii, in quanto ciò che si vuole dimostrare è già incluso nella definizione che viene data di «vero A».

## Esempi
Una semplice rivisitazione della fallacia è la seguente:
Alice: «A tutti gli scozzesi piace l'haggis».
Bob: «Mio zio è uno scozzese, ma non gli piace l'haggis».
Alice: «D'accordo, ma a tutti i veri scozzesi piace l'haggis».
Un esempio di applicazione politica della fallacia può essere l'affermazione «nessuna democrazia dà inizio a una guerra». Visto che, nella realtà, si dà il caso di stati democratici che dichiarano guerre, si risolve la contraddizione con una divisione arbitraria dell'insieme delle democrazie in «vere democrazie» e «democrazie emergenti».